# Joseph-Roland Comtois
Pour l’article homonyme, voir Comtois.
Joseph-Roland Comtois (né le 3 mars 1929 à Sainte-Julie et décédé le 31 octobre 2020) fut un ingénieur, militaire, réserviste et homme politique fédéral du Québec.

## Biographie
Né à Sainte-Julie dans la région de la Montérégie, M. Comtois devint député du Parti libéral du Canada dans la circonscription fédérale de Joliette—L'Assomption—Montcalm en 1965. Il avait tenté à deux reprises de déloger le progressiste-conservateur Louis-Joseph Pigeon en 1962 et en 1963. Réélu dans Terrebonne en 1968, 1972 et en 1974, il démissionne en 1976 pour s'engager en politique provinciale. Candidat du Parti libéral du Québec dans la circonscription provinciale de L'Assomption en 1976, il est défait par le péquiste et futur premier ministre Jacques Parizeau. Réélu lors de l'élection partielle à sa succession en 1977, il conserve son poste en 1979 et en 1980. Il ne se représente pas en 1984.
Durant son passage à la Chambre des communes, il estsecrétaire parlementaire du ministre des Communications de 1971 à 1972, du ministre de la Défense nationale en 1972 et du ministre des Finances de 1972 à 1973 en 1974.